# Team Win Recovery Project
La Team Win Recovery Project (TWRP) è una recovery modificata open-source per dispositivi Android. È dotata di interfaccia touchscreen che consente di installare firmware modificati di terze parti, ritornare al sistema operativo originale, formattare la memoria interna ecc. è spesso installata sui dispositivi Android, e inoltre non necessita della presenza del root.